# Grodzisk (powiat sokólski)
Grodzisk – wieś w Polsce położona w województwie podlaskim, w powiecie sokólskim, w gminie Suchowola.
Wieś królewska ekonomii grodzieńskiej położona była w końcu XVIII wieku w powiecie grodzieńskim województwa trockiego. W latach 1975–1998 miejscowość należała administracyjnie do województwa białostockiego.
We wsi w 1920 urodziła się Marianna Popiełuszko – polska rolniczka, matka Jerzego Popiełuszki, duchownego i błogosławionego Kościoła katolickiego.
We wsi znajduje się kościół, będący siedzibą parafii rzymskokatolickiej pw. MB Wspomożenia Wiernych, należącej do dekanatu Dąbrowa Białostocka diecezji białostockiej.

## Obiekty zabytkowe
- wiatrak holender, k. XIX, nr rej.:A-217 z 22.10.1966[8].